# Plintèries
Les Plintèries (en grec antic: Πλυντήρια) eren un festival celebrat a l'antiga Atenes el 22 de Targelió (que correspondria al mes de maig) en honor d'Atena, encara que alguns autors, com ara Plutarc, diuen que durava diversos dies, del 21 al 25. El festival estava relacionat amb la princesa atenenca Aglauros i se celebrava a l'altar d'Atena, situat a l'Acròpoli.
Era un ritu de purificació i d'expiació a l'inici de la collita per a propiciar el favor de la deessa. El dia més important del festival es tancava l'Erectèon amb una corda per protegir-lo de la profanació, i a la imatge sagrada d'Atena Pòlias (protectora de la ciutat) li retiraven el casc i la llança que portava, es despullava de les seves robes que s'havien de rentar i, mentrestant, es cobria la imatge per evitar que els homes la veiessin. El terme Plintèries deriva del verb πλύνω (plyno), que significa 'rentar'. Les dones que dirigien aquests rituals i s'encarregaven de totes les cerimònies s'anomenaven πραξιεργίδαι (praxiergídai).
Se suposa que la cerimònia de rentar l'estàtua se celebrava a l'Erectèon, encara que hi ha autors que parlen de la font de Cal·lírroe. S'organitzava una processó on es portaven dalt d'un carro l'estàtua i la roba, dirigida pels sacerdots i les sacerdotesses i acompanyada per la multitud, que sembla que arribava fins al port de Falèron, i a la tarda els assistents tornaven portant torxes enceses. A la processó es portaven gran quantitat de figues seques que simbolitzaven la fecunditat. Mentrestant, les sacerdotesses rentaven el pedestal de la deessa. El dia de la processó era un dia nefast (grec antic: ἡμέραι ἀποφράδες, hemerai apophrades), i no es podien realitzar negocis, com si la ciutat romangués fora de la protecció d'Atena.